# Канікули (фільм, 2015)
«Канікули» (англ. Vacation) — американська кінокомедія режисерів і сценаристів Джонатана Ґолдштейна і Джона Френсіса Делі, що вийшла 2015 року. У головних ролях Ед Гелмс, Крістіна Епплгейт, Скайлер Джізондо, Стіл Стеббинс.
Вперше фільм продемонстрували 29 липня 2015 року у Канаді та низці інших країн. В Україні у кінопрокаті показ фільму розпочався 27 серпня 2015 року.

## Сюжет
Расті Ґрізволд — пілот авіакомпанії економкласу, батько сімейства. Його життя пливе тихо і розмірено, навіть чергова щорічна відпустка у їхньому будиночку у Мічигані запланована. Проте все змінюється, коли їхні друзі Джек і Несі із захопленням розповідають про їхню подорож у Париж. Расті вирішує теж подарувати сім'ї чудовий відпочинок — разом зі своєю дружиною Деббі, і двома синами, старшим і сором'язливим Джеймсом і забійкуватим хуліганом Кевіном, вирушають у подорож через всю країну у найкрутіший парк розваг.

## Творці фільму

### Знімальна група
Кінорежисери — Джонатан Ґолдштейн і Джон Френсіс Делі, сценаристами були Джонатан Ґолдштейн і Джон Френсіс Делі, кінопродюсерами — Кріс Бендер і Девід Добкін, виконавчими продюсерами — Річард Бренер, Тобі Еммеріх, Марк С. Фішер, Джефф Клімен і Дейв Нойштадтер. Композитор: Марк Мазесбо, кінооператор — Баррі Петерсон, кіномонтаж: Джеймі Ґросс. Підбір акторів — Ліза Біч, Сара Кацман, художник-постановник: Баррі Робінсон, артдиректор: Джеремі Вулсі, художник по костюмах — Дебра МакҐвайр.

### У ролях
| Актор             | Роль                                                          |
| ----------------- | ------------------------------------------------------------- |
| Ед Гелмс          | Расті Ґрізволд, пілот авіакомпанії економкласу, чоловік Деббі |
| Крістіна Епплгейт | Деббі Ґрізволд, дружина Расті                                 |
| Скайлер Джізондо  | Джеймс Ґрізволд, старший син Расті і Деббі                    |
| Стіл Стеббинс     | Кевін Ґрізволд, молодший син Расті і Деббі                    |
| Кріс Гемсворт     | Стоун Кренделл, чоловік Одрі                                  |
| Леслі Манн        | Одрі Ґрізволд-Кренделл, сестра Расті і дружина Стоуна         |
| Чеві Чейз         | Кларк Ґрізволд, батько Расті й Одрі                           |
| Беверлі Д'Анджело | Еллен Ґрізволд, мати Расті й Одрі                             |
| Чарлі Дей         | Чед, гід                                                      |
| Норман Рідус      | далекобійник                                                  |
| Кіген-Майкл Кі    | Джек Пітерсон, сусід                                          |
| Реджина Голл      | Ненсі Пітерсон                                                |
| Тім Гайдекер      | коп з Юти                                                     |
| Майкл Пенья       | коп з Нью-Мексико                                             |

## Сприйняття

### Критика
Фільм отримав переважно негативні відгуки: Rotten Tomatoes дав оцінку 26% на основі 144 відгуків від критиків (середня оцінка 4,1/10) і 53% від глядачів зі середньою оцінкою 3,3/5 (31 568 голосів). Загалом на сайті фільми має негативний рейтинг, фільму зарахований «гнилий помідор» від кінокритиків і «розсипаний попкорн» від глядачів, Internet Movie Database — 6,2/10 (22 392 голоси), Metacritic — 34/100 (33 відгуки критиків) і 6,2/10 від глядачів (108 голосів). Загалом на цьому ресурсі від критиків фільм отримав негативні відгуки, а від глядачів — позитивні.

### Касові збори
Під час показу у США, що розпочався 29 липня 2015 року, протягом першого тижня фільм показали у 3 411 кінотеатрах і він зібрав 14 681 108 $, що на той час дозволило йому зайняти 2 місце серед усіх прем'єр. Станом на 18 жовтня 2015 року показ фільму триває 82 дні (11,7 тижня), зібравши за цей час у прокаті у США 58 851 781 доларів США, а у решті світу 45 200 000 $ (за іншими даними 41 764 280 $), тобто загалом 104 051 781 доларів США (за іншими даними 100 616 061 $) при бюджеті 31 млн доларів США.

## Музика
Музику до фільму «Канікули» написав Марк Мазесбо, саундтрек вийшов 24 липня на лейблі «WaterTower Music».
| Список треків | Список треків                               | Список треків                                                     | Список треків |
| #             | Назва                                       | Виконавець                                                        | Тривалість    |
| ------------- | ------------------------------------------- | ----------------------------------------------------------------- | ------------- |
| 1.            | «Holiday Road»                              | Lindsey Buckingham                                                | 2:21          |
| 2.            | «11th Dimension»                            | Julian Casablancas                                                | 4:03          |
| 3.            | «Summer Breeze»                             | Seals and Crofts                                                  | 3:25          |
| 4.            | «Head Over Heels»                           | JD McPherson                                                      | 3:17          |
| 5.            | «Rise»                                      | The Feud                                                          | 3:00          |
| 6.            | «Happy Just to Be Alive»                    | Christopher Blue                                                  | 2:54          |
| 7.            | «Paranavigar»                               | Jarina De Marco                                                   | 3:23          |
| 8.            | «Class Historian»                           | Broncho                                                           | 3:33          |
| 9.            | «Still Not a Player (feat. Joe) [Explicit]» | Big Pun                                                           | 3:58          |
| 10.           | «Without You»                               | Harry Nilsson                                                     | 3:21          |
| 11.           | «Holiday Road»                              | Matt Pond                                                         | 3:37          |
| 12.           | «Kiss from a Rose»                          | Ed Helms, Christina Applegate, Skyler Gisondo and Steele Stebbins | 1:11          |
| 13.           | «Holiday Road»                              | Zac Brown Band                                                    | 2:21          |
| 14.           | «Walley World Theme»                        | Mark Mothersbaugh                                                 | 2:25          |
| 42:49         |                                             |                                                                   |               |

## Дубляж українською мовою
Дублювання українською мовою зроблено студією «Postmodern». Переклад здійснено Олегом Колесниковим, режисером дубляжу була Людмила Петриченко, звукорежисер — Анна Малієнко, звукорежисер перезапису — Маша Нестеренко.
Ролі озвучили: Михайло Войчук, Світлана Шекера, Євген Шекера, Андрій Терещук, Дмитро Гаврилов, Єлизаветта Мастаєва, Дмитро Завадський, Олена Яблучна, Олександр Ігнатуша, Ольга Радчук та інші.

### Виноски
1. 1 2  Vacation: Release Info (англ.). Internet Movie Database. Архів оригіналу за 1 серпня 2015. Процитовано 20 жовтня 2015.
2. 1 2  Канікули. Kino-teatr.ua. Архів оригіналу за 3 жовтня 2015. Процитовано 20 жовтня 2015.
3. 1 2  Dave McNary (30 липня 2015). Box Office: ‘Vacation’ Takes Off With $3.8 Million Debut (англ.). Variety. Архів оригіналу за 17 вересня 2015. Процитовано 20 жовтня 2015.
4. 1 2 3 4  Vacation (англ.). Box Office Mojo. Архів оригіналу за 18 лютого 2016. Процитовано 20 жовтня 2015.
5. 1 2 3 4  Vacation (2015) (англ.). The Numbers. Архів оригіналу за 21 жовтня 2015. Процитовано 20 жовтня 2015.
6. 1 2  Vacation (англ.). Internet Movie Database. Архів оригіналу за 22 жовтня 2015. Процитовано 20 жовтня 2015.
7. ↑  Vacation (2015) (англ.). AllMovie. Архів оригіналу за 22 жовтня 2015. Процитовано 20 жовтня 2015.
8. ↑  Vacation: Full Cast & Crew (англ.). Internet Movie Database. Архів оригіналу за 25 березня 2016. Процитовано 20 жовтня 2015.
9. ↑  Vacation (англ.). Rotten Tomatoes. Архів оригіналу за 30 серпня 2017. Процитовано 20 жовтня 2015.
10. ↑  Vacation (англ.). Metacritic. Архів оригіналу за 20 серпня 2015. Процитовано 20 жовтня 2015.
11. ↑  filmmusicreporter (15 липня 2015). ‘Vacation’ Soundtrack Details (англ.). Film Music Reporter. Архів оригіналу за 3 серпня 2015. Процитовано 20 жовтня 2015.
12. ↑  Vacation: Original Motion Picture Soundtrack (Explicit) (англ.). Amazon.com, Inc. Процитовано 20 жовтня 2015.
13. ↑  Vacation (англ.). Postmodern LLC. Архів оригіналу за 23 листопада 2015. Процитовано 23 листопада 2015.